# Mary Miller

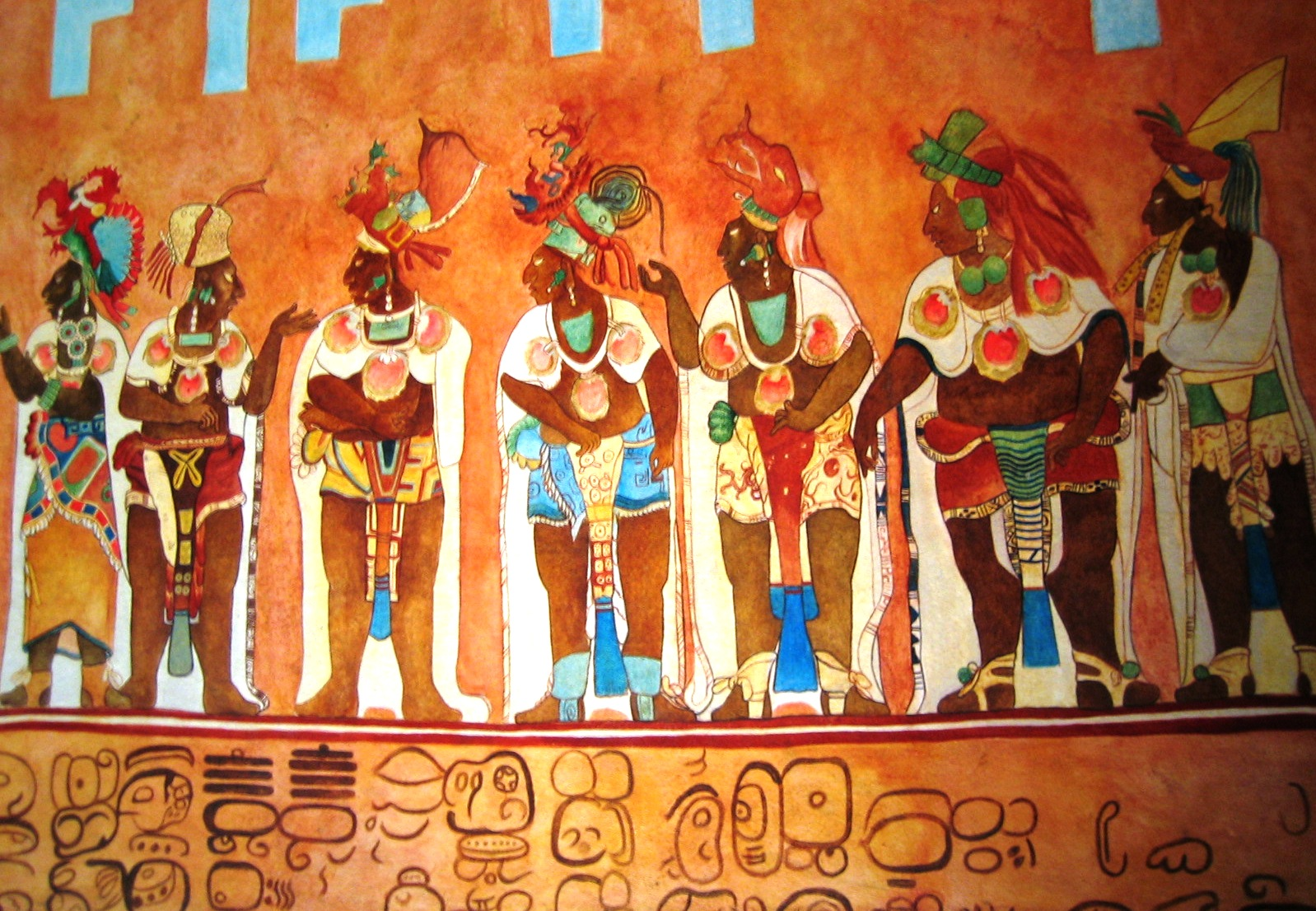
A bonampaki maja falfestmények egy részlete, rekonstruálva

Mary Ellen Miller (New York, 1952. december 30. –) egyesült államokbeli művészettörténész, majakutató.

## Élete és munkássága
A Princetoni Egyetemen szerezte diplomáját, majd 1981-ben a Yale Egyetemen a PhD fokozatát a mexikói Bonampak maja lelőhely falfestményeiről írott disszertációjával. 1981-nem oktató lett a Yale-en 1998-ban lett az egyetem művészettörténeti professzora. 2008-ban kinevezték a Yale College, az egyetem alatt működő főiskola történetének első női rektorává, mely posztot 2014-ig töltötte be.
Ezenkívül betöltötte a Yale művészttörténeti, latin-amerikai történeti és régészeti tanszékvezetői posztját is különböző időszakokban. 2019 januárjában Getty Research Institute igazgatója lett Los Angelesben.
1986-ban az Linda Schele mellett a kurátora (valamint a díjnyertes katalógus szerzője) volt a Királyok vére című nagy nemzetközi jelentőségű maja művészeti kiállításnak (The Blood of Kings: A New Interpretation of Maya Art). 2004-ben vendég-kurátora volt a washingtoni National Gallery of Artban, illetve Fine Arts Museums of San Franciscoban a The Courtly Art of the Ancient Maya címmel megrendezett kiállításnak. E kiállítás katalógusát Simon Martin majakutatóval együtt írta.

## Projektek, publikációk
Miller sok éven át tevékenykedett számos tudóstársával együtt a mexikói Bonampak falfestményeinek feltárásán, rekonstrukcióján. Ebből a munkából két átfogó kiadvány született, a The Murals of Bonampak 1986-ban és a Claudia Brittenham-mel közösen írt The Spectacle of the Late Maya Court; Reflections on the Murals of Bonampak kötet 2013-ban. 
Számos más könyvet is írt szerzőtársakkal vagy egyedül, amelyek a széles közvélemény tájékoztatására szolgálnak, mint a Maya Art and Architecture, az The Art of Mesoamerica valamint a The Gods and Symbols of Ancient Mexico and the Maya: An Illustrated Dictionary of Mesoamerican Religion című kötet. 
2017 síkra szállt a fennmaradt négy maja írásmű, a mexikói maja kódex eredetisége mellett. A kézirat hibáit annak tulajdonította, hogy ez a mű egy vidéki művész szerény alkotása lehetett.
Mary Miller számos kiemelkedő tudományos és kulturális elismerésben részesült maja kutatásai nyomán. Megválasztották az American Academy of Arts and Sciences tagjának.

## Fordítás
- Ez a szócikk részben vagy egészben  a   Mary Miller című angol Wikipédia-szócikk ezen változatának fordításán alapul.  Az eredeti cikk szerkesztőit annak laptörténete sorolja fel. Ez a jelzés csupán a megfogalmazás eredetét és a szerzői jogokat jelzi, nem szolgál a cikkben szereplő információk forrásmegjelöléseként.